# أبيمديون فارغيسي
أبيمديون فارغيسي (الاسم العلمي: Epimedium fargesii) هو نوع من النباتات يتبع جنس الأبيمديون من الفصيلة البرباريسية.